# Amron Harry Katz
Amron Harry Katz (* 15. August 1915; † 10. Februar 1997) war ein US-amerikanischer Physiker und Luftaufklärungsspezialist.
Amrom Harry Katz entwickelte Verfahren zur satellitengestützten Luftaufklärung, welche sowohl im militärischen als auch im zivilen Bereich (Katastrophenopferortung, Suche nach Rohstoffvorkommen) Einsatz fanden.
Zwischen 1954 und 1969 arbeitete Katz bei der Rand Corporation in Santa Monica, Kalifornien.
| Personendaten    | Personendaten                                            |
| ---------------- | -------------------------------------------------------- |
| NAME             | Katz, Amron Harry                                        |
| KURZBESCHREIBUNG | US-amerikanischer Physiker und Luftaufklärungsspezialist |
| GEBURTSDATUM     | 15. August 1915                                          |
| STERBEDATUM      | 10. Februar 1997                                         |